# 스피드코어
스피드코어(Speedcore)는 하드코어 테크노(Hardcore Techno)의 한 형태로서, 250BPM 이상의 빠르기와 공격적인 사운드가 특징이다. 이와 비슷한 하드코어 테크노의 하위 장르로는 개버(Gabber), 노이즈코어(Noizecore), 테러코어(Terrorcore) 등이 있다.

## 스피드코어 컴필레이션 음반
독일의 콰드로폰 레코드에서는 정기적으로 "Speedcore Inferno"라는 컴필레이션 음반을 발매하고 있다.

## 대표곡
- Disciples of Annihilation - N.Y.C. Speedcore : 경쾌한 기타 소리와 잘게 분절된 절규하는 듯한 보컬이 인상적인 곡으로, 스피드코어의 효시와도 같은 작품이다.
- Gabba Front Berlin - Lacrima Est Mosa : 단조의 도입부가 지나고 빠른 비트가 듣는 사람의 감정을 더욱 격하게 한다.
- DJ Noisekick vs Kerberos - 666 BPM : 머리를 뒤흔들 듯한 공격적이고 빠른 비트가 특징이다.
- The Quick Brown Fox - The Big Black - 360.3 BPM
- The Quick Brown Fox - Big Money - 280.25 BPM
- Diabarha - Uranoid - 2560BPM 엑스트라 톤의 경우 1000BPM은 기본이다.

## 같이 보기
- 전자 음악 장르 목록